# 凱文·強納斯
小保羅·凱文·強納斯（ ，1987年11月5日—）是一名美國音樂家和演員。強納斯兄弟年紀最大的成員。

## 早年生活
凱文·強納斯出生於紐澤西州的提內克，在威科夫長大。母親丹妮絲·瑪麗（Denise Marie，娘家姓）曾是手語老師和歌手，父親老保羅·凱文·強納斯（Paul Kevin Jonas, Sr），是一名詞曲作家和音樂家並曾於神召會教堂擔任牧師。他有義大利（來自一名曾祖父）、德國、英格蘭、愛爾蘭、蘇格蘭、切諾基和法國-加拿大的血統。他有三個弟弟，喬（1989年出生）、尼克（1992年出生）和法蘭奇（Frankie Jonas，2000年出生）。

## 外部連結
- 凱文·強納斯在互联网电影资料库（IMDb）上的資料（英文）